# Енергетика Хорватії

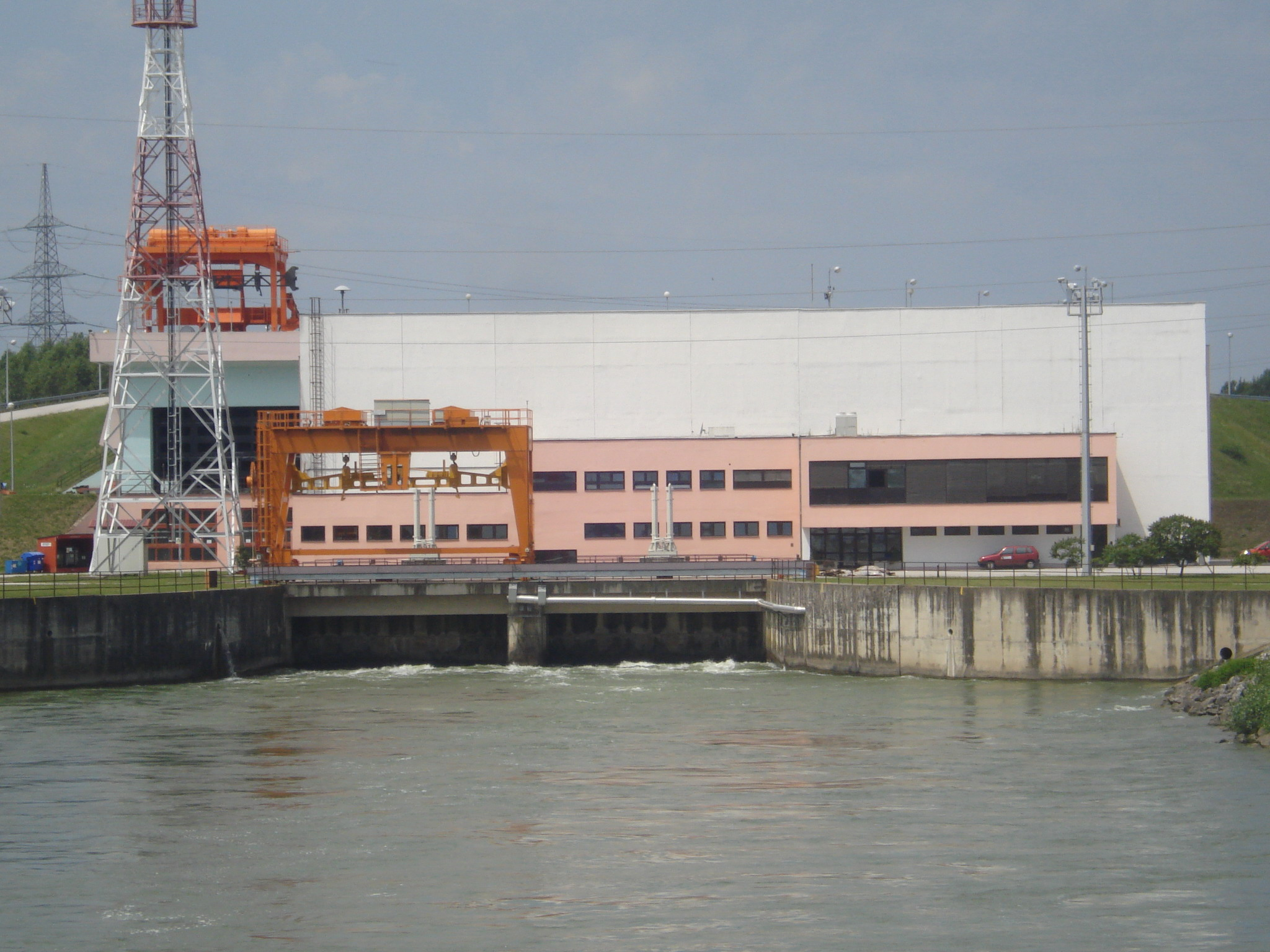
ГЕС Дубрава

Енергетика Хорватії описує виробництво, споживання та імпорт енергії та електроенергії в Хорватії.
Хорватія в основному задовольняє свої потреби в електроенергії з гідроелектростанцій та частково від атомної електростанції Кршко, яка є співвласником державних енергокомпаній Хорватії та Словенії.
Hrvatska elektroprivreda (HEP) - національна енергетична компанія, яка займається виробництвом, передачею та розподілом електроенергії.
У 2009 році споживання електроенергії становило 17,5 терават-годин, що приблизно на 1% менше, ніж у 2008 році. 

## Електроенергія

### Виробництво

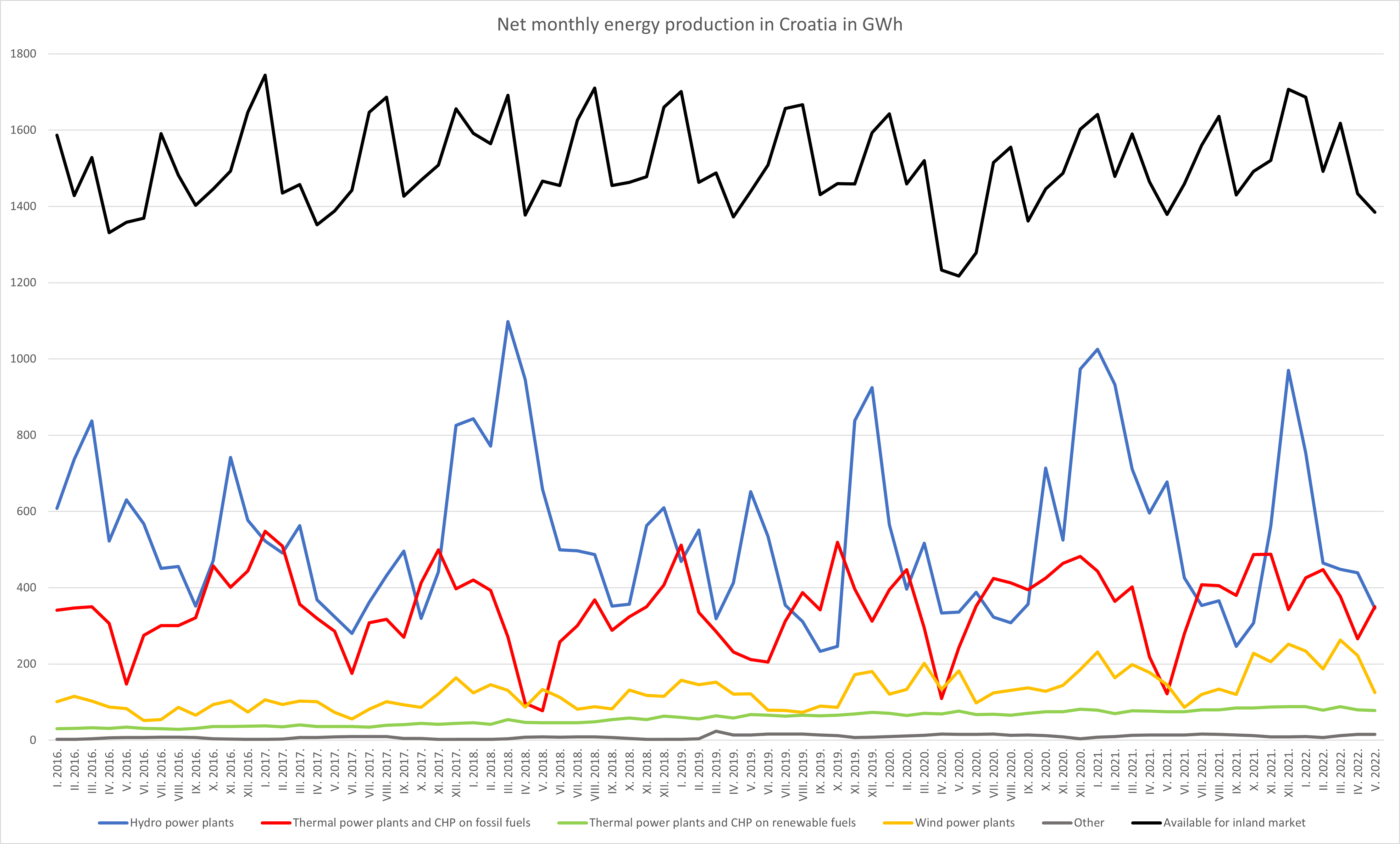
Виробництво енергії в Хорватії

Загальна встановлена потужність генеруючих об’єктів, збудованих у Хорватії, становить 3745 МВт, 2079 МВт - частка гідроенергетики, а 1666 МВт - від теплових електростанцій. Є 25 гідроелектростанцій, більшість з яких розташовані на узбережжі (включаючи однонасосну акумуляторну гідроелектростанцію, RHE Velebit) та 7 теплових електростанцій, 3 з яких також виробляють тепло для промисловості та опалення в містах. Також 338 МВт є у власності АЕС Кршко, а 210 МВт - від приватної теплоелектростанції Plomin 2.
У 2009 році внутрішнє виробництво становило 12015 ГВт-год, що становило 67,9% від загального внутрішнього попиту. Залишилися 32,1% за рахунок торгівлі. Загальне споживання становило 17697 ГВт-г, що на 1% зменшилося порівняно з 2008 р.

### Передача електроенергії
Хорватська електромережа складається з ліній на трьох різних номінальних рівнях напруги, а саме 400, 220 та 110 кВ. Загальна довжина ліній високої напруги - 7,315 км.
Мережа часто була мішенню нападів під час війни в Хорватії за незалежність, що призводило до частих відключень протягом цього періоду. З цього моменту мережа була відремонтована та підключена до синхронної мережі синхронних зон 1 і 2 континентальної Європи, що зробило її знову важливою транзитною системою. 

### Поширення
Відповідно до закону про енергетику 2004 року, споживачам у Хорватії дозволяється вибирати бажаного дистрибутора електроенергії. Однак HEP Operator distribucijskog sistema або HEP-ODS (дочірня компанія Hrvatska elektroprivreda) залишається найбільшим дистрибутором як для промисловості, так і для домогосподарств. Її розподільна сітка протяжністю 132 938 км (82 603,84 милі), встановлена 26 764 трансформаторів загальною потужністю 14 170 МВА.
У 2009 році було 2 310 811 клієнтів, 90,8% яких були домогосподарствами.

## Ядерна енергетика
У Хорватії немає атомних електростанцій на своїй території. Хорватія є співвласником атомної електростанції Кршко разом зі Словенією; підприємство Кршко було побудовано в епоху Югославії на території нинішньої Словенії. Станом на 2022 рік 16% споживання електричної енергії у Хорватії забезпечується АЕС Кршко, яка, як очікується, буде знято з експлуатації в 2023 році.
У 1978 році Адріатичний острів Вир був обраний як місце для майбутньої атомної електростанції, але ці плани було скасовано .
Згідно з повідомленнями, з 2009 р. Хорватія обговорює варіант будівництва атомної електростанції з Албанією, в районі на березі Скадарського озера, на кордоні з Албанією та Чорногорією. У квітні 2009 року уряд Хорватії заперечив, що будь-яка угода була підписана. 
У опитуванні 2012 року серед 447 громадян Хорватії, яких запитали «Чи вважаєте ви, що виправдано використовувати ядерну енергію для виробництва електроенергії?», 42% відповіли «так», а 44% відповіли «ні».